# Aurélie Dubois
Pour les articles homonymes, voir Dubois.
 (juin 2025).
Aurélie Dubois, née en 1975 à Paris, est une plasticienne française, qui vit et travaille à Paris.
Elle traite de sujets tels que l'érotisme, la pulsion, le corps, les réprouvés, les animaux et les cultures de l'invisible. Si ses dessins constituent la partie la plus connue de son travail, elle est aussi auteure de plusieurs vidéos, photographies et morceaux de musiques.

## Biographie
Elle fréquente à l'École nationale supérieure des beaux-arts l'atelier multimédia de Jean-Marc Bustamante. En 2002, elle en sort avec les félicitations du jury, qui lui permettent de participer en 2003 à l'exposition des félicités Pas n'importe où, juste à côté, sous le commissariat d'Henri-Claude Cousseau. Elle remporte à cette occasion le prix multimédia de la fondation des Beaux-Arts de Paris. La même année elle expose en Yougoslavie et aux Beaux-Arts d'Ayacucho au Pérou, sous le commissariat de Felipe Lopez[source secondaire nécessaire]. La galeriste Anne de Villepoix expose son travail l'année suivante.
Aurélie Dubois est aussi passée par la Villa Arson (École pilote internationale d'art et de recherche) et a obtenu à l’Université Paris VIII un Master de recherche intitulé L’art et l’ère de la photographie et des nouveaux médias conduit sous la direction de Jean-Claude Moineau[source secondaire nécessaire].
En 2005, c’est au Centre régional d’art contemporain (CRAC) de Languedoc-Roussillon que ses œuvres seront montrées.
La Direction régionale des Affaires culturelles d'Île-de-France lui remet en 2006 une bourse d'aide à la première exposition, qui lui permet d'exposer à la Bank Galerie à Paris, puis dans la foulée à la galerie Jacques Girard à Toulouse. Le commissaire Pascal Pique, codirecteur des Abattoirs la choisit ensuite pour faire partie de l’AFIAC + si Affinités[source secondaire nécessaire]. Elle expose ensuite à la Foire internationale d'art contemporain même, cour carrée du Louvre, avec la Bank galerie.
Le galeriste Serge Aboukrat la sollicite puis présente ses œuvres consécutivement en 2007 puis 2009[source insuffisante].
En 2008, le commissaire Ami Barak dévoile une longue série de ses dessins à la galerie Anne +[réf. souhaitée].
En 2009, elle participe aussi au Salon du Dessin Contemporain au carrousel du Louvre (aujourd'hui appelé Drawing Now Paris I Le Salon Du Dessin Contemporain), représentée par la galerie Isabelle Suret. Elle apporte l’année suivante sa contribution au salon Chic Dessin, sous l’enseigne de la Cherry Gallery.
Toujours en 2010, son terrain d’exposition sera la nef du Grand Palais à Paris, sous le commissariat conjoint du critique Paul Ardenne, du galeriste Pascal Vanhoecke et du producteur de films X Marc Dorcel, dans le cadre de la foire Art Paris + guests[source insuffisante]. L’exposition, intitulée « Sexe et Convenances », et qui sera prolongée à la galerie Pascal Vanhoecke, dévoile des œuvres uniquement liées à l’univers du sexe[source secondaire souhaitée]. Aurélie Dubois affirme ainsi clairement l’orientation érotique de son travail. Ses recherches plastiques s’orientent désormais vers un nouveau matériau : la porcelaine. Elle remporte à cette époque une bourse de la Manufacture de Sèvres et du CRAFT de Limoges mais celui-ci refusera son projet sur la lapidation des femmes et les peines de mort, en lien avec les punitions liées aux sexualités[source secondaire nécessaire]. C'est simultanément, qu'elle co-écrit avec Daniel Androvski, La Mort dans l'assiette et Le Goût de la vie[réf. souhaitée].
Le Fonds national d'art contemporain, qui dépend du ministère de la Culture et de la Communication, acquiert une première fois en 2007 puis à nouveau en 2010,13 de ses œuvres qui figurent désormais dans les collections publiques d'État .
Le Centre national des arts plastiques lui attribue en 2010 l'allocation de recherches et de séjours en France et à l'étranger[source insuffisante].
En 2011, elle fait partie des jeunes artistes présents au sein de l’exposition événement à la galerie du jour agnès b. : « Musique plastique », sous le commissariat de Jean-François Sanz. L’exposition est l’occasion de faire découvrir au public, en plus de ses dessins, ses photomontages et morceaux de musique[source insuffisante]. Une période difficile s'engage alors pour l'artiste qui a du mal à montrer son travail, se heurtant aux refus d'institutions et de galeries de présenter un travail qui confronte le spectateur à ses propres peurs et résistances. Les thèmes d'Aurélie Dubois (sexe, folie, réprouvés, pulsions, sexualité...) considérés comme « non joyeux » sont censurés par des centres d'art français et autres institutions. La radicalisation de son propos lui donne l'idée du titre de son exposition rétrospective en 2017, « Voir peut-il rendre fou ? »[Interprétation personnelle ?].
En 2014, Aurélie Dubois participe à l'Atelier de Création Radiophonique (ACR) sur France Culture, en partenariat avec le CNAP. Dans ce cadre, elle crée la pièce sonore « Silence, elle crie », commande du Centre National des Arts Plastiques et de France Culture pour l'ACR.
En 2017, Aurélie Dubois présente une importante exposition rétrospective de son travail au 24 Beaubourg à Paris, « Voir peut-il rendre fou ? » dont le commissaire d'exposition est Paul Ardenne. Un catalogue accompagne l'exposition avec un texte de Paul Ardenne[réf. souhaitée]. A cette occasion, Agnès Giard écrit sur son blog Les 400 culs (Libération), une critique de l'exposition « Pourquoi nous avons peur de la confusion »[réf. souhaitée]. La même année, en novembre, l'artiste prend part à l'exposition collective « Clouzot et les arts plastiques. Une suite contemporaine » (commissariat Paul Ardenne, à l'occasion de l'hommage rendu à Henri-Georges Clouzot à la Cinémathèque pour les 40 ans de sa mort). Aurélie Dubois y présente un ensemble d'œuvres sur le thème du sadomasochisme inspiré du film La Prisonnière[réf. souhaitée].
Des auteurs comme Paul Ardenne, critique d'art, universitaire et écrivain ou encore Daniel Androvski, psychanalyste et écrivain, ont écrit sur le travail d'Aurélie Dubois[réf. souhaitée].
Aurélie Dubois est aussi médaille de bronze des championnats de Paris 2010 de taekwondo et a suivi les cours de musique du conservatoire de Romainville où elle étudia le chant lyrique (soprano colorature)[réf. souhaitée].

## Œuvres

### Courts métrages
- Amour écrit en fer (mars 2016)
- The Corridors (août 2014). Sélection officielle du Festival Côté Court en 2015 (104, Pantin) et de Traverse Vidéo en 2016

## Expositions

### Expositions personnelles
- 2007 : « I shall never surrender », Galerie Jacques Girard, Toulouse
- 2015
  -  : « Pour un flirt avec toi », Galerie Nivet Carzon, Paris
  -  : « Saint Voilentin », Les Salaisons et la Brigade des Images, Romainville (commissariat de Laurent Quénéhen)
- 2017 : « Voir peut-il rendre fou ? », 24Beaubourg, Paris (commissariat de Paul Ardenne)

### Expositions collectives
- 2004 : « Dessins et des autres », Galerie Anne de Villepoix, Paris
- 2007 : « Dessine moi un ... », Galerie Serge Aboukrat, Paris
- 2010
  -  : Art Paris, Galerie Pascal Vanhoecke, Paris (commissariat Paul Ardenne et Marc Dorcel)
  -  : Chic Dessin, Cherry Galerie, Paris
  -  : Salon contemporain du dessin, Galerie Anton Weller - Isabelle Suret, Paris
- 2011
  -  : « Sexe et Convenances III », Galerie Pascal Vanhoecke, Paris
  -  : « Musique Plastique », Galerie du jour - agnès b, Paris
- 2015
  -  : « Otium #1. De Mineralis, pierres de visions », IAC, Institut d'Art Contemporain, Villeurbanne (commissariat de Pascal Pique)
  -  : « Pierre de Visions », Abside de Saint-Martin-des-Champs, Paris (commissariat de Pascal Pique)
  -  : « Hybrides 3 », SMAC, Douai (commissariat de Paul Ardenne)
- 2014 : Salo III, Les Salaisons, Romainville (commissariat de Laurent Quénéhen)
- 2013 : salo II, Les Salaisons, Romainville (commissariat de Laurent Quénéhen)
- 2016
  -  : « Sobd », Trans Galerie, Paris (commissariat de Corine Borgnet)
  -  : « Indulgences », Galerie de la Voûte, Paris (commissariat de Laurent Quénéhen)
  -  : « Love Storie », Photaumnales 2016, Beauvais (commissariat de Barbara Polla & Paul Ardenne)
  -  : Salo IV, Salon du dessin érotique, Paris (commissariat de Laurent Quénéhen)
- 2017
  -  : « Clouzot et les arts plastiques. Une suite contemporaine », La Topographie de l'Art, Paris
  -  : « In the gallerist's mind », Galerie Valérie Delaunay, Paris (proposition de Corine Borgnet)
  -  : Salo V, Salon du dessin érotique, Paris (commissariat de Laurent Quénéhen)
  -  : Ddessin, Trans Galerie, Paris (commissariat de Corine Borgnet)